# 紅玉院
紅玉院（こうぎょくいん、? - 寛文13年8月2日（1673年9月12日））は、甲府藩主・徳川綱重の継室。

## 生涯
中納言・綾小路俊景（『幕府祚胤伝』では山科言行）の娘として生まれる。寛文9年（1669年）に甲府藩主・徳川綱重の正室・隆崇院が没したため、寛文10年（1670年）に綱重に嫁いだ。その際、隆崇院の実父である関白・二条光平の養女となり、さらに綱重の嫡母に当たる3代将軍・徳川家光の正室・鷹司孝子の養女となって綱重に嫁いだ。
寛文13年（1673年）、死去。戒名は紅玉院殿性誉法君清月。墓所は東京都港区にある天徳寺。
一説に牛丸（1673年 - 1673年）という男子がいたと言われるが不明。